# 佐藤忍
佐藤忍（日語：佐藤 しのぶ；1958年8月23日—2019年9月29日），日本女高音歌唱家，毕业于國立音樂大學，常年活跃于海外。1984年，她在“二期会”的《风流寡妇》和《茶花女》演出中演唱劇名角色，从而首次亮相。自1987年以来连续4年在NHK“红白歌战”中演出。